# 셰로예 페스트
세로예 페스트는 627년에서 628년 사산 제국을 휩쓴 페스트로 카바드 2세의 본명에서 명칭을 따왔다. 셰로예 페스트는 이슬람의 페르시아 정복 직전 주로 메소포타미아 지역을 휩쓸었으며 해당 지역 인구의 절반이 감소했는데 카바드 2세 또한 페스트 때문에 즉위 몇 달 후 사망했다. 크테시폰에서는 사망자가 10만 명 이상이 발생했다.
셰로예 페스트는 제1차 페스트 범유행이 콘스탄티노플, 시리아, 아르메니아 원정을 다녀 온 사산 제국 군인들에 의해 퍼지고 2세기 후에 이란 혹은 근방에서 발생한 몇몇 범유행들 중 하나였다. 야즈데게르드 3세가 통치하던 634년부터 642년 사이에도 페스트가 유행했다.
카바드 2세의 사망은 호스로 2세에 의해 촉발된 혼란으로부터 회복하려던 사산 제국의 안정을 위협했다. 아랍이 야즈데게르드 3세 때 침입했을 때 사산 제국은 그들을 몰아낼 힘이 없었고, 셰로예 페스트는 사산 제국 쇠망에 영향을 끼친 것으로 간주된다.